# Alfred Douglas
Pour les articles homonymes, voir Douglas.
Alfred Douglas, né à Powick dans le Worcestershire le 22 octobre 1870 et mort à Lancing dans le Sussex de l'Ouest le 20 mars 1945, est un poète anglais, fils de John Douglas, 9e marquis de Queensberry.
Il est notamment connu pour sa relation avec l'écrivain Oscar Wilde, les deux affichant en public leur attirance pour les hommes. Le marquis de Queensberry, désapprouvant cette relation, provoque Wilde à plusieurs reprises, entraînant le « scandale Queensberry » et le procès qui s'est ensuivi, perdu par Wilde. 
Alfred Bruce Douglas est aussi le neveu de Florence Dixie, née Florence Douglas, voyageuse, correspondante de guerre et militante féministe britannique, et de Lord Francis Douglas qui décéda lors de la première ascension du Cervin.

## Biographie
Il publie ses premiers poèmes Autumn Days, dans The Oxford en 1890. Surnommé Bosie (signifiant en anglais « joli garçon » ou « adorable garçon ») par sa famille et ses amis, il devient célèbre pour sa relation avec Oscar Wilde, qu'il a rencontré à la fin de l'été 1891. Les deux hommes ont seize ans d'écart. 

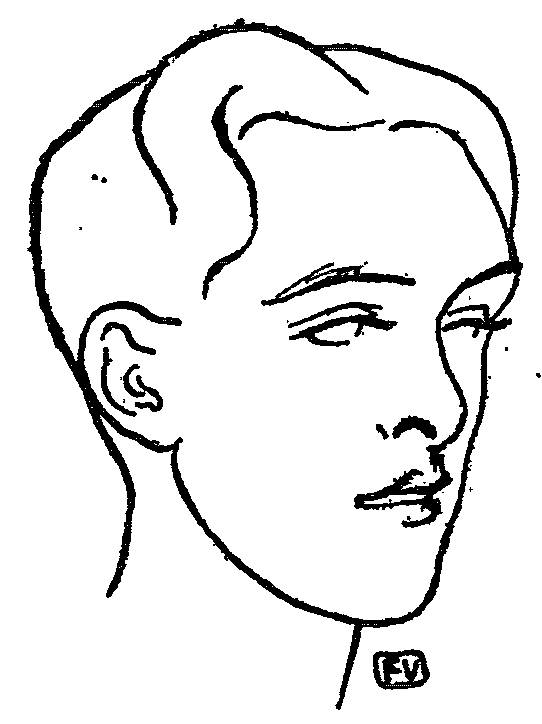
Portrait par Félix Vallotton paru dans La Revue blanche en 1896.

En 1892, il publie son poème Deux amours, qui fait allusion à l'homosexualité et s'achève sur un vers célèbre : l'amour qui n'ose pas dire son nom. Il prend des cours particuliers auprès de Campbell Dodgson. Il collabora au magazine The Artist entre 1888 et 1894, sous la direction de Charles Kains Jackson (en),.
La première collection de ses poèmes est publiée en France en 1896, alors qu'Oscar Wilde est en prison. À sa sortie, les deux hommes poursuivent sporadiquement leur relation en Italie et en France, jusqu'au décès d'Oscar Wilde en 1900.
En 1902, il se marie avec Olive Custance avec qui il a, cette même année, un fils prénommé Raymond. Il se convertit au catholicisme en 1911, Olive le quitte en 1913. Pendant les années 1920, ils reprennent la vie commune quelque temps. Olive se convertit au catholicisme en 1924. Leur fils Raymond, psychiquement malade, est interné dans un hôpital psychiatrique en 1927.
Alfred traduit en anglais le texte antisémite les Protocoles des sages de Sion, en 1919. En 1923, il est mis en prison et condamné aux travaux forcés pour calomnie envers Winston Churchill, qu'il accuse de participer à une conspiration juive. Lors de son incarcération, il écrit In Excelsis, un texte en allusion au De Profundis d'Oscar Wilde, qu'il avait pourtant renié en 1918.
Il compose également à cette époque une série de sonnets, Sonnets et Lyrics (1935), dont l'un à l'honneur de Churchill.
Il meurt en 1945 d'une insuffisance cardiaque.

## Œuvres
Poésie
- Poems (1896)
- Tails with a Twist 'by a Belgian Hare' (1898)
- The City of the Soul (1899)
- The Duke of Berwick (1899)
- The Placid Pug (1906)

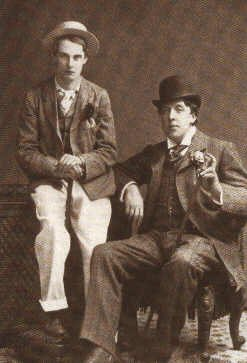
Alfred Douglas et Oscar Wilde, avant le procès, en 1894.

- The Pongo Papers and the Duke of Berwick (1907)
- Sonnets (1909)
- The Collected Poems of Lord Alfred Douglas (1919)
- In Excelsis (1924)
- The Complete Poems of Lord Alfred Douglas (1928)
- Sonnets (1935)
- Lyrics (1935)
- The Sonnets of Lord Alfred Douglas (1943)

Varia
- Oscar Wilde and Myself (1914)
- Foreword, Frank Harris, New Preface to the 'Life and Confessions of Oscar Wilde (1925)
- The Autobiography of Lord Alfred Douglas (1929; 2d ed. 1931)
- The True History of Shakespeare's Sonnets (1933)
- Preface, Robert Harborough Sherard, Bernard Shaw, Frank Harris, and Oscar Wilde (1937)
- Without Apology (1938)
- Oscar Wilde: A Summing Up (1940)
- The Principles of Poetry (1943)